# Mechina Rabin
Die Mechinat Rabin (hebräisch מְכִינַת רַבִּין; voller Name auf hebräisch הַמְּכִינָה הַקְּדַם־צְבָאִית לְהַכְשָׁרַת מַנְהִיגוּת חֶבְרָתִית בְּרוּחַ הָעֲלִיָּה הַשְּׁנִיָּה וְהַשְּׁלִישִׁית עַל שֵׁם יִצְחָק רַבִּין HaMchīnah haQdam-Zvaʾīt ləHachscharat Manhīgūt Chevratīt bəRūach haʿAlijjah haSchnijjah wəhaSchlīschīt ʿal Schem Jizchaq Rabīn, deutsch ‚Vormilitärische Vorbereitung zur Ausbildung gesellschaftlicher Führung im Geiste der Ersten und Zweiten ʿAlijjah auf Namen Jitzchak Rabins‘) ist eine zehnmonatige vormilitärische säkulare Mechina für Schulabgänger in Israel. Die 1998 begründete Akademie ist am Oranim College in Qirjat Tivʿon, einem Dorf in Westgaliläa, angesiedelt.
Die Teilnahme an der Mechinat Rabin erfordert die Verpflichtung zum Dienst in den Israelischen Streitkräften (IDF); eine Verweigerung würde zum Ausschluss aus der Akademie führen. Die Teilnehmer können für die Dauer des Programms ein nach-schulisches „Dienstjahr“ 
(שְׁנַת שֵׁרוּת schnat scherūt) geltend machen und werden in dieser Zeit nicht zum Kriegsdienst eingezogen; erst nach dem Abschluss des vormilitärischen Programms beginnen die Absolventen ihren Dienst bei der Armee.

## Der Unterricht
Im Zentrum des Lehrplans stehen die Sozialpolitik Israels, seine Geschichte (insbesondere die jüdische Siedlungsgeschichte vor der Staatsgründung), Judaistik, humanistisch-ideologische Aspekte aktueller Ereignisse und die persönliche Entwicklung. Zum vormilitärischen Programm gehören weder Waffentraining noch eine paramilitärische Ausbildung.
Zum Unterricht gehören außerdem regelmäßige ehrenamtliche Einsätze in den staatlichen Schulen der Umgebung, in Joqneʿam, Migdal haʿEmeq und Nazareth, einer von Arbeitslosigkeit und mangelnden Ressourcen gekennzeichneten Gegend. Die Mechina-Teilnehmer arbeiten als Assistenten der Lehrer und Tutoren und
organisieren außerschulische Aktivitäten. Zunehmend kehren Absolventen der Akademie nach Ende ihres Wehrsdienstes in die Orte zurück und arbeiten dort im Bildungswesen.
Neben diesen Außeneinsätzen sind die Teilnehmer der Mechinat Rabin weitgehend selbst verantwortlich für die Organisation und Durchführung des Betriebes. Arbeitsgruppen legen den Speiseplan fest und kaufen Lebensmittel, laden Gastdozenten ein und finden temporäre Arbeitsplätze in der Landwirtschaft oder im Bildungssektor: die Teilnehmer bringen 15 % der Programmkosten durch programmbegleitende Gelegenheitsarbeit selbst auf. Sie müssen darüber hinaus keine Studiengebühren oder sonstige Gebühren bezahlen.
Die Mechinat Rabin veröffentlicht einen Newsletter für ihre Absolventen und unterhält eine offizielle Website (auf Hebräisch) mit einem Diskussionsforum und einem Veranstaltungskalender. Während des Jahres gibt es freitags und am Wochenende Versammlungen von Absolventen, entweder für einen bestimmten Jahrgang oder für alle zusammen. Diese regelmäßigen Versammlungen befassen sich mit aktuellen Ereignissen und Themen im Zusammenhang mit den Programminhalten der Mechina sowie mit der Entwicklung neuer Erziehung- und Gemeinschaftsprojekte für die Absolventen, welche ins Zivilleben zurückgekehrt sind.

## Lehrkörper und Ausstattung
Der Unterricht an der Mechinat Rabin wird von einem kleinen festen Kollegium abgehalten, dessen Mitglieder überwiegend Absolventen des Programms sind. Dazu kommen externe Lehrkräfte und wöchentliche Gastdozenten, außerdem finden Exkursionen statt. Das Lehrmaterial wird von Hamidrascha bereitgestellt. Im Verlauf des Programms hält jeder Teilnehmer mindestens eine von ihm selbst vorbereitete Unterrichtseinheit von anderthalb Stunden. Das Jahr endet mit einer mehrwöchigen Reise durch das ganze Land von Süden nach Norden, auf der die verschiedensten Bevölkerungsgruppen und Schauplätze besucht werden. Die Schüler verbringen mehrere Tage in einer religiösen Mechina oder Jeschivah.
Als Schlafräume stehen auf dem Campus von Oranim umgebaute Wohnwagen zur Verfügung. Es gibt einen Speisesaal und eine Gemeinschaftsküche, wo die Teilnehmer abwechselnd die Mahlzeiten für die Gruppe vorbereiten, und ein einzelnes Gebäude mit Duschen und Toiletten. Oranim stellt auch die Klassenräume zur Verfügung sowie seine Bibliothek und Cafeteria. Im akademischen Jahr 2006/2007 hatte die Mechinat Rabin mit 70 Schulabgängern ihre bisher höchste Teilnehmerzahl.

## Aussagen von Absolventen der Mechinat Rabin nach der Operation Gegossenes Blei
Am 13. Februar 2009, knapp einen Monat nach Abschluss der Operation Gegossenes Blei, versammelten sich Absolventen der Mechinat Rabin, die an dieser Aktion teilgenommen hatten, um über ihre Erfahrungen zu sprechen. Dazu gehörten auch Berichte über die Tötung palästinensischer Zivilisten und vorsätzliche Zerstörung von Eigentum durch Soldaten der IDF unter so genannten „lockeren Gefechtsregeln“. Die Art dieser Berichte veranlasste Danny Zamir, den Gründer und Leiter der Mechinat Rabin, welcher zugleich ein stellvertretender Bataillonskommandeur der Reserve ist, sich an den Stabschef der IDF, Gabi Aschkenasi, zu wenden. Dessen Büro verlangte und erhielt eine Niederschrift der Berichte. Später äußerte Zamir seine Besorgnis in einem Treffen mit Brigadegeneral Eli Schermeister, dem Chef des Education and Youth Corps der IDF. Ein Bericht über das Treffen der Soldaten wurde im Newsletter der Mechina veröffentlicht. Die israelische Öffentlichkeit erfuhr davon durch Artikel der Tageszeitung Haʾaretz am 19. und 20. März. Weltweit bekannt wurden die Vorgänge am 20. März durch den Aufmacher in der International Herald Tribune. Die IDF haben eine Untersuchung angekündigt.